# Veronaea constricta
Veronaea constricta är en svampart som beskrevs av Moustafa & Abdul-Wahid 1990. Veronaea constricta ingår i släktet Veronaea, divisionen sporsäcksvampar och riket svampar.   Inga underarter finns listade i Catalogue of Life.